# Nederlandse Vereniging voor Rode Kruishonden
De Nederlandse Vereniging voor Rode Kruishonden werd opgericht in 1909 en ontbonden in 1967. Het doel van de vereniging was: het africhten van honden voor het opsporen van gewonden op het slagveld en voor de dienst van het Rode Kruis in het algemeen.

## Geschiedenis
In 1908 namen kapitein J.H.H. Dommers en kapitein jhr. C.A.J. Meijer het initiatief tot oprichting van de Nederlandsche Vereeniging voor Roode Kruis-honden. De vereniging werd opgericht op 28 januari 1909 en goedgekeurd op 27 mei 1909 bij K.B. nr. 7. In Duitsland, Engeland, Frankrijk, Italië, Rusland en Zweden bestonden reeds verenigingen voor Rode Kruishonden. In 1911 werd een regeling getroffen tussen de vereniging en het hoofdcomité van het Nederlandse Rode Kruis. Daarbij kwam de Rode Kruishonden-vereniging rechtstreeks onder het hoofdcomité te staan en zou zij te allen tijde haar honden ter beschikking stellen van het Hoofdcomité. De koninklijke voorzitters van het Rode Kruis, Prins Hendrik en Prinses Juliana, traden op als beschermheer en -vrouwe van de vereniging.
De aanleiding voor de oprichting van een Rode Kruishondenvereniging was dat door de ontwikkeling van de vernietigingskracht van wapentuig werd verwacht dat het aantal slachtoffers in toekomstige oorlogen zou toenemen en de slagvelden onvoldoende zouden kunnen worden afgezocht naar gewonden. De Rode Kruishond had als reddingshond de taak de gewonden op een slagveld op te sporen en dit aan zijn geleider duidelijk te maken. In de Eerste Wereldoorlog werden voor het eerst ook Nederlandse Rode Kruishonden ingezet. Volgens enkele verslagen zouden de Rode Kruishonden uit verschillende landen honderden gewonden hebben gered die anders op het slagveld waren achtergebleven.
Na de Tweede Wereldoorlog bleek dat de doelstelling niet meer paste in de moderne maatschappij. De vereniging werd op 27 januari 1967 officieel ontbonden.

## Diploma "Rode Kruis Hond"
De vereniging hield zich met name bezig met het keuren van reddingshonden en hun begeleiders als zij een verbintenis wilden aangaan met de Rode Kruis-Honden Brigade. Een door de hond behaald certificaat Rode Kruis Hond bleef destijds twee jaar geldig en moest vervolgens steeds vernieuwd worden. Gedurende deze twee jaar verbonden de eigenaars zich om hun honden twee jaar ter beschikking te houden van het hoofdcomité van het Nederlandse Rode Kruis. Aan het diploma was aanvankelijk een premie verbonden van 25 gulden, later 50 gulden. Verder ontvingen de eigenaars een compleet Rode Kruis uniform, een Rode Kruis armband, een legitimatiebewijs, een verbandpakje en een Rode Kruis zadel. Als men werd opgeroepen voor actieve dienst kreeg men een bezoldiging van 3 gulden per dag (ongehuwden 2,5 gulden), voedsel en huisvesting. Als een eigenaar tijdens actieve dienst een ongeluk overkwam, kon hij een pensioen krijgen.
Om het diploma Rode Kruis Hond te verkrijgen, moest de hond voldoen aan de volgende eisen:
1. Op het commando "zoek gewonden" moest de hond voorwaarts gaan en het terrein doorzoeken.
2. Het melden van de vondst moest geschieden:
a. door zonder te blaffen tot de geleider terug te keren en hem, al dan niet aangelijnd, naar de gewonde te brengen (niet aangelijnd verdiende de voorkeur);
b. door bij de gewonde eerst te blaffen, dan terug te keren tot de geleider en deze, al dan niet aangelijnd, naar de gewonde te brengen (niet aangelijnd verdiende de voorkeur);
c. door bij de gewonde te gaan zitten of liggen en aanhoudend te blaffen.
N.B. De geleider mocht de hond niet op kortere afstand dan 10 meter volgen, noch deze door commando's of tekens tot blaffen aanzetten.